# Cybaeus itsukiensis
Espèce
Cybaeus itsukiensis est une espèce d'araignées aranéomorphes de la famille des Cybaeidae.

## Distribution
Cette espèce est endémique de la préfecture de Kumamoto sur Kyūshū au Japon,. Elle se rencontre dans la grotte Tsuzurase-do à Itsuki.

## Description
Le mâle holotype mesure 3,60 mm et la femelle paratype mesure 4,26 mm. Cette araignée est anophtalme.

## Étymologie
Son nom d'espèce, composé de itsuki et du suffixe latin -ensis, « qui vit dans, qui habite », lui a été donné en référence au lieu de sa découverte, Itsuki.

## Publication originale
- Irie, 1998 : A new eyeless spider of the genus Cybaeus (Araneae: Cybaeidae) found in a limestone cave of Kyushu, Japan. Acta Arachnologica, no 47, no 2, p. 97-100 (texte intégral).